# Au (Dateiformat)
Das Au-Dateiformat ist ein Containerformat für Audiodaten. Es wurde von Sun Microsystems eingeführt und stellt das Standard-Audioformat auf NeXT- und Sun-Rechnern dar.
Das Datenformat besteht streng aus drei Teilen: ein 24 Byte langer Header, ein Informationsblock beliebiger Länge (auch 0 Byte), der ASCII enthalten kann, aber nicht muss und der eigentliche Datenblock. Alle numerischen Daten werden streng als big-endian-Werte gespeichert.
Der Datenblock kann
- unkomprimiertes, lineares PCM (Pulse Code Modulation) in Mono oder Stereo, 16 Bit oder 8 Bit pro Abtastpunkt und in verschiedenen Abtastraten,
- auf 4 Bits/Sample komprimiertes (32 kbit/s) CCITT G.721 ADPCM (Adaptive Pulse Code Modulation),
- komprimiertes 8-Bit-A-law,
- komprimiertes 8-Bit-µ-law
- oder andere Datentypen

enthalten.
Meistens wird das Format für von 16-Bit-PCM auf 8-Bit-µ-law komprimiertes Audiomaterial benutzt.

## Aufbau
Das Au-Dateiformat ist recht einfach aufgebaut: Es besteht aus einem Header aus 6 32-Bit-Wörtern gefolgt von dem optionalen Informationsblock und den Audiodaten (am Datenoffset beginnend).
Einige Programme verwenden auch das little-endian-Format (z. B. Audacity für das interne Audio-Block-Dateiformat), das anhand der magischen Zahl eindeutig erkannt werden kann.
| 32-Bit-Wort | Feld          | Beschreibung/Inhalt (hexadezimale Nummern in C-Notation) |
| 0           | Magische Zahl | Der numerische Wert 0x2e736e64 (– die vier ASCII-Zeichen „.snd“ bei Big-Endian bzw. „dns.“ bei Little-Endian) |
| 1           | Datenoffset   | Das Offset zu den Daten in Bytes. Der kleinste gültige Wert ist 24 (dezimal). |
| 2           | Datengröße    | in Bytes. Falls unbekannt sollte der Wert 0xffffffff benutzt werden. |
| 3           | Codierung     | Datenformat: 1: 8-bit ISDN µ-law, 2: 8-bit lineares PCM [REF-PCM], 3: 16-bit lineares PCM, 4: 24-bit lineares PCM, 5: 32-bit lineares PCM, 6: 32-bit IEEE-Gleitkomma, 7: 64-bit IEEE-Gleitkomma, 23: 8-bit ISDN-µ-law-komprimiert nach dem Codierschema UIT-T G.721 ADPCM für Sprachdaten. |
| 4           | Samplerate    | Anzahl der Samples pro Sekunde (z. B. 8.000) |
| 5           | Kanäle        | Anzahl der verschränkten Kanäle (1 für Mono, 2 für Stereo, …) |

Die Codierung wird mit dem Wert des Feldes „Codierung“ angegeben (Wort 3 im Header). Die Formate 2 bis 7 sind unkomprimiertes PCM, daher verlustfrei. Die Formate der Nummern 23 bis 36 sind ADPCM, ein verlustbehaftetes, etwa im Verhältnis 4:1 komprimierendes Verfahren. Bei den Formaten mit der Nummer 1 und 27 handelt es sich um µ-law und A-law, beides verlustbehaftete Formate. Unter den Restlichen sind mehrere DSP-Kommandos oder Daten, die zur Verarbeitung durch die NeXT-Software „MusicKit“ vorgesehen sind.